# Liebherr-Verzahntechnik

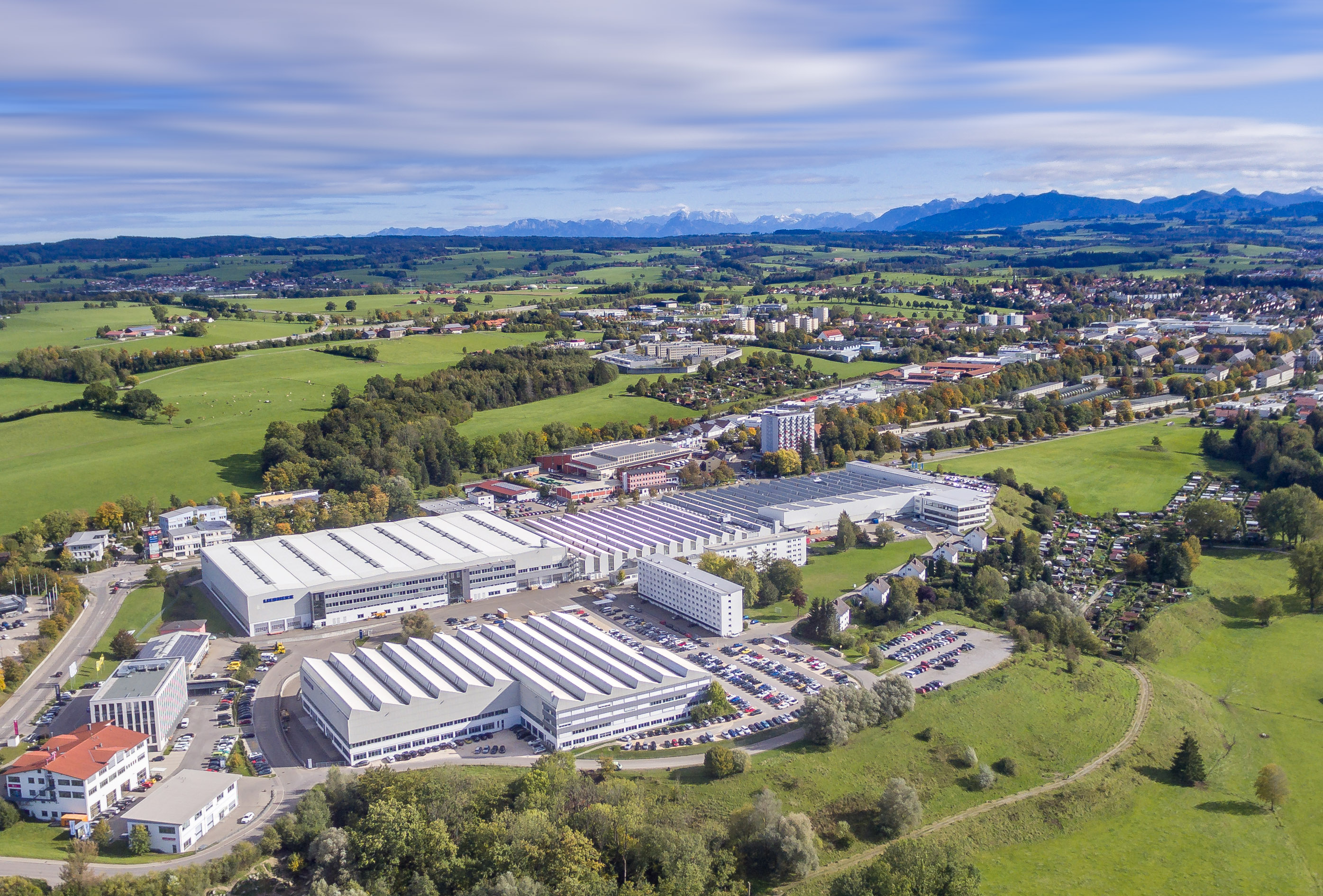
Liebherr Werk Kempten (2020)

Die Liebherr-Verzahntechnik GmbH ist ein Teil der Liebherr-Unternehmensgruppe mit Sitz in Kempten (Allgäu). Das Unternehmen stellt CNC-Verzahnmaschinen und Automationssysteme her.

## Geschichte
Der Bereich Verzahntechnik wurde 1952 in Kirchdorf gegründet und 1962 in den Standort Kempten ausgelagert. Dieser hat eine Gesamtfläche von 145.000 m², wovon 56.600 m² überbaut sind. In den 1970ern übertraf die Beschäftigtenanzahl die 1000er-Marke. Zu den damals bekanntesten Objekten gehörten Fertigungsstraßen in der Sowjetunion. Dadurch veranlasst besuchten auch sowjetische Minister und Wirtschaftsexperten Kempten.
Anfang der 1990er geriet das Unternehmen wegen des Zerfalls der Sowjetunion, die damals der größte Auftraggeber war, in wirtschaftliche Schwierigkeiten. Innerhalb weniger Jahre erholte sich der Betrieb jedoch wieder und beschäftigte 1999 etwa 630 Mitarbeiter. Ein Jahr zuvor wurde ein Umsatz von 167 Millionen Euro erzielt.
Im Jahr 2011 erfolgte die Fertigstellung eines umfangreichen Erweiterungsbaus. Die sechsschiffige Fertigungshalle ist 100 Meter breit, 150 Meter lang und 19 Meter hoch. Die Kosten hierfür betrugen 30 Millionen Euro.
2011 waren am Standort Kempten 900 Mitarbeiter beschäftigt.
Im Produktsegment Verzahntechnik und Automationssysteme erwirtschaftete Liebherr im Geschäftsjahr 2024 einen Umsatz von 308 Mio. €. Das entspricht einer Steigerung um 28 Mio. € bzw. 10,0 % im Vergleich zum Vorjahr. Zum Ende des Geschäftsjahre 2024 waren am Standort in Kempten 1.748 Mitarbeiter beschäftigt.

## Produktion
Produziert werden Wälzfräsmaschinen, Wälzstoßmaschinen, Wälz- und Profilschleifmaschinen, Wälzschälmaschinen, Verzahn- und Lagerwerkzeuge, Verzahnungsmessmaschinen und Automationssysteme wie Ladeportal und Palettenhandhabungssysteme.